# آستارا (أذربيجان)
آستارا, المعروفة أيضا باسم آستارا الأذربيجانية (بالأذرية: Azərbaycan Astarası) هي مدينة وعاصمة مقاطعة آستارا في أذربيجان. تبعد آستارا مسافة قصيرة سيرا على الأقدام عبر الحدود عن استارا إيران.

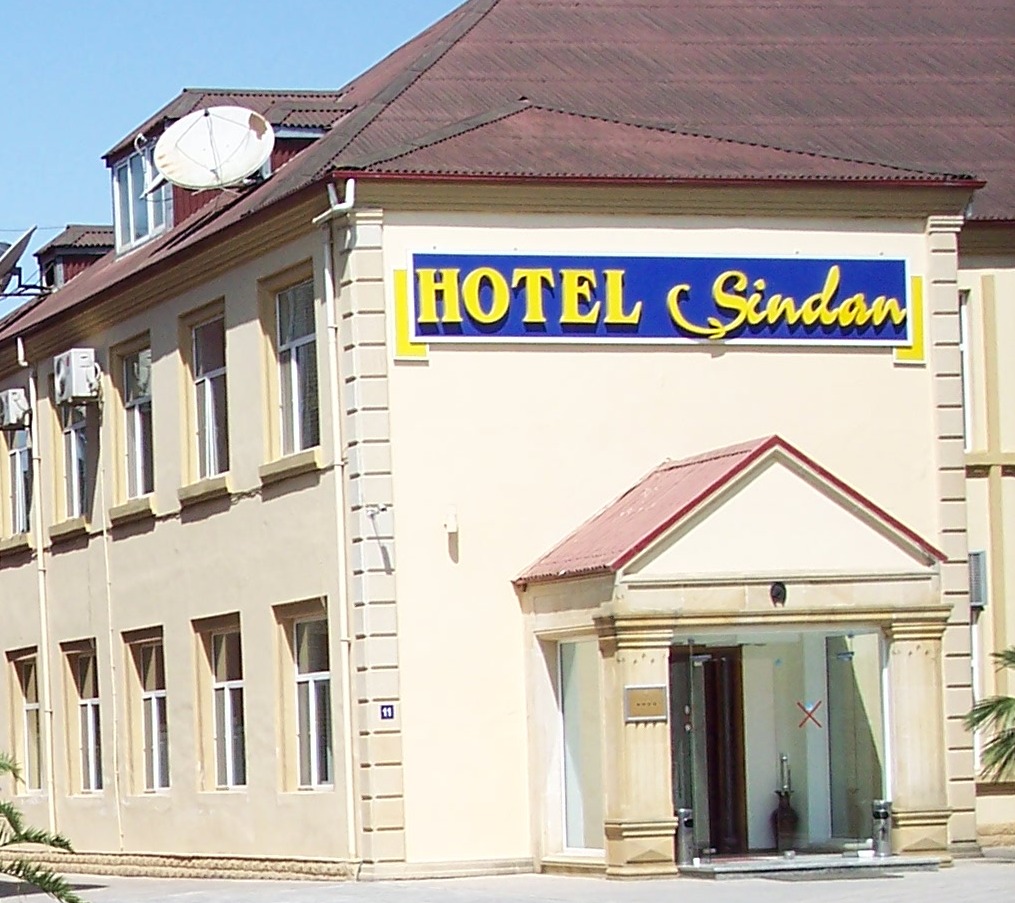
فندق شيندان

## المناخ
يظهر الجدول التالي التغييرات المناخية على مدار السنة لآستارا:
| البيانات المناخية لـآستارا        | البيانات المناخية لـآستارا | البيانات المناخية لـآستارا | البيانات المناخية لـآستارا | البيانات المناخية لـآستارا | البيانات المناخية لـآستارا | البيانات المناخية لـآستارا | البيانات المناخية لـآستارا | البيانات المناخية لـآستارا | البيانات المناخية لـآستارا | البيانات المناخية لـآستارا | البيانات المناخية لـآستارا | البيانات المناخية لـآستارا | البيانات المناخية لـآستارا |
| الشهر                             | يناير                      | فبراير                     | مارس                       | أبريل                      | مايو                       | يونيو                      | يوليو                      | أغسطس                      | سبتمبر                     | أكتوبر                     | نوفمبر                     | ديسمبر                     | المعدل السنوي              |
| --------------------------------- | -------------------------- | -------------------------- | -------------------------- | -------------------------- | -------------------------- | -------------------------- | -------------------------- | -------------------------- | -------------------------- | -------------------------- | -------------------------- | -------------------------- | -------------------------- |
| الدرجة القصوى °م (°ف)             | 22.1 (71.8)                | 26.1 (79.0)                | 28.8 (83.8)                | 29.0 (84.2)                | 33.4 (92.1)                | 38.0 (100.4)               | 38.0 (100.4)               | 40.0 (104.0)               | 40.0 (104.0)               | 31.3 (88.3)                | 28.7 (83.7)                | 25.7 (78.3)                | 40.0 (104.0)               |
| متوسط درجة الحرارة الكبرى °م (°ف) | 8.8 (47.8)                 | 8.8 (47.8)                 | 10.6 (51.1)                | 15.6 (60.1)                | 21.2 (70.2)                | 25.8 (78.4)                | 29.5 (85.1)                | 29.0 (84.2)                | 25.1 (77.2)                | 19.6 (67.3)                | 14.6 (58.3)                | 10.7 (51.3)                | 18.5 (65.3)                |
| متوسط درجة الحرارة الصغرى °م (°ف) | 3.2 (37.8)                 | 3.2 (37.8)                 | 5.5 (41.9)                 | 9.5 (49.1)                 | 14.5 (58.1)                | 18.0 (64.4)                | 21.1 (70.0)                | 21.1 (70.0)                | 18.2 (64.8)                | 13.7 (56.7)                | 8.8 (47.8)                 | 4.7 (40.5)                 | 12.0 (53.6)                |
| أدنى درجة حرارة °م (°ف)           | −7.8 (18.0)                | −13.0 (8.6)                | −6.1 (21.0)                | −3.9 (25.0)                | −2.8 (27.0)                | 6.0 (42.8)                 | 11.1 (52.0)                | 10.0 (50.0)                | 10.0 (50.0)                | −2.8 (27.0)                | −7.8 (18.0)                | −15.0 (5.0)                | −15.0 (5.0)                |
| الهطول مم (إنش)                   | 85 (3.3)                   | 89 (3.5)                   | 99 (3.9)                   | 54 (2.1)                   | 56 (2.2)                   | 35 (1.4)                   | 34 (1.3)                   | 64 (2.5)                   | 190 (7.5)                  | 288 (11.3)                 | 167 (6.6)                  | 103 (4.1)                  | 1٬264 (49.7)               |
| المصدر: climatebase.ru            |                            |                            |                            |                            |                            |                            |                            |                            |                            |                            |                            |                            |                            |

## أعلام
- أقتاي كزيمي